# Ermera (stad)
Ermera is de oude hoofdstad van het district Ermera en de huidige hoofdstad van het subdistrict Ermera in het land Oost-Timor.